# قاتلین پیرزن (فیلم ۲۰۰۴)
قاتلین پیرزن (به انگلیسی: The Ladykillers) فیلمی در ژانر کمدی سیاه و محصول آمریکا است. کارگردانی فیلم را برادران کوئن بر عهده داشته و ستارگانی چون تام هنکس، جی کی سیمونس و مارلون وینس در آن به ایفای نقش پرداخته‌اند. این فیلم بر اساس یک فیلم قدیمی به همین نام، محصول سال ۱۹۵۵ بریتانیا ساخته شده‌است.
این اولین فیلم برادران کوئن است که هردو با هم در مقام کارگردانی ظاهر شدند، پیش تر معمولاً یکی به عنوان تهیه‌کننده و دیگری به عنوان کارگردان فعالیت می‌کرد. همچنین در ابتدا قرار بود بری ساننفلد که از تهیه‌کنندگان است، کارگردانی را انجام دهد.

## داستان
خانم ماروا منسن زنی سالخورده و بسیار دین‌دار است که قصد دارد یکی از اتاق‌های خانه‌اش را اجاره دهد. وی با شخصی که خود را پروفسور معرفی کرده آشنا شده‌است. پروفسور از اتاق مذکور خوشش آمده و قرار می‌شود که اتاق را بگیرد ولی با این اجازه که وی و چند تن از دوستانش بتوانند از زیرزمین خانه برای تمرین موسیقی استفاده کنند. پیرزن نمی‌داند که خانه را به دست گروهی سارق داده که قرار است از کازینوی نزدیک خانه‌اش دزدی کنند و …

## پیوند
- قاتلین پیرزن در بانک اطلاعات اینترنتی فیلم‌ها